# César pro nejlepší krátkometrážní animovaný film
César pro nejlepší krátkometrážní animovaný film je jedna z kategorií francouzské filmové ceny César. Kategorie byla vyhlašována v letech 1977 až 1990. Mezi roky 2011 a 2013 se sloučila s kategorií César pro nejlepší animovaný film a od roku 2014 byla obnovena jako samostatná kategorie. 

## Vítězové a nominovaní

### 70. léta
- 1977: Un comédien sans paradoxe, režie Robert Lapoujade
  - Bactéries nos amies, režie Michel Boschet
  - Déjeuner du matin, režie Patrick Bokanowski
  - L'empreinte, režie Jacques Cardon
  - Oiseau de nuit, režie Bernard Palacios
  - La rosette arrosée, režie Paul Dopff

- 1978: Rêve, režie Peter Foldes
  - Fracture, režie Paul a Gaëtan Brizziovi
  - Kubrik à brac, režie Dominique Rocher
  - La nichée, režie Gérard Collin
  - Mordillissimo, režie Roger Beaurin

- 1979: La Traversée de l'Atlantique à la rame, režie Jean-François Laguionie
  - L'anatomiste, režie Yves Brangoleau
  - Le phénomène, režie Paul Dopff

### 80. léta
- 1980: Demain la petite fille sera en retard à l'école, režie Michel Boschet
  - Barbe bleue, režie Olivier Gillon
  - Les troubles fête, režie Bernard Palacios

- 1981: Le Manege, režie Marc Caro a Jean-Pierre Jeunet
  - Le réveil, režie Jean-Christophe Villard
  - Les Trois inventeurs, režie Michel Ocelot

- 1982: La tendresse du maudit, režie Jean-Manuel Costa
  - L'échelle, režie Alain Ughetto
  - Trois thèmes, režie Alexandre Alexeïeff

- 1983: La Légende du pauvre bossu, režie Michel Ocelot
  - Chronique 1909, režie Paul a Gaëtan Brizziovi
  - Sans préavis, režie Michel Gauthier

- 1984: Le voyage d'Orphée, režie Jean-Manuel Costa
  - Au-delà de minuit, režie Pierre Barletta
  - Le sang, režie Jacques Rouxel

- 1985: La boule, režie Alain Ughetto
  - L'Invité, režie Guy Jacques
  - Ra (film)|Ra, režie Thierry Barthes a Pierre Jamin

- 1986: L'enfant de la haute mer de Patrick Deniau
  - La campagne est si belle, režie Michel Gauthier
  - Contes crépusculaires, režie Yves Charnay

- 1988: Le petit cirque de toutes les couleurs, režie Jacques-Rémy Girerd
  - Transatlantique, režie Bruce Krebs

- 1989: L'escalier chimérique, režie Daniel Guyonnet
  - Le travail du fer, režie Celia Canning a Néry Catineau
  - La Princesse des diamants, režie Michel Ocelot

### 90. léta
- 1990: Le porte-plume, režie Marie-Christine Perrodin
  - Sculpture sculptures, režie Jean-Loup Felicioli

### 10. léta
- 2014: Slečna Kiki, režie Amélie Harrault
  - Léčivá moc dopisů, režie Augusto Zavonello

- 2015: Les petits cailloux, režie Chloé Mazlo
  - Bang bang! režie Julien Bisaro
  - Panika v městečku – vánoční poleno, režie Vincent Patar a Stéphane Aubier
  - Anatole a jeho pánvička, režie Eric Montchaud

- 2016: Nedělní oběd, režie Céline Devaux
  - La Nuit américaine d'Angélique, režie Pierre-Emmanuel Lyet a Joris Clerté
  - Pod Tvými prsty, režie Marie-Christine Courtès
  - Tigres à la queue leu leu, režie Benoît Chieux

- 2017: Ten, který má dvě duše, režie Fabrice Luang-Vija
  - Ledová káva (film)|Ledová káva režie François Leroy a Stéphanie Lansaque
  - Animovaný žurnál, režie Donato Sansone
  - Periferie (film)|Periferie, režie David Coquard-Dassault

- 2018: Pépé le morse, režie Lucrèce Andreae
  - Le futur sera chauve, režie Paul Cabon
  - Ať je Pluto znovu planetou, režie Marie Amachoukeli a Vladimir Mavounia-Kouka
  - Le Jardin de minuit, režie Benoît Chieux

- 2019: Uličnice, režie Ayce Kartal
  - Au coeur des ombres, režie Mónica Santos a Alice Guimarães
  - La Mort, père et fils, režie Denis Walgenwitz a Winshluss
  - Raymonde ou l'évasion verticale, režie Sarah Van Den Boom

### 20. léta
- 2020: La Nuit des sacs plastiques, režie Gabriel Harel
  - Ten báječný koláč, režie Marc James Roels a Emma de Swaef
  - Skočím si jen pro cigarety, režie Osman Cerfon
  - Make it Soul, režie Jean-Charles Mbotti Malolo

- 2021: Hodina medvěda, režie Agnès Patron
  - Bach-Hông, režie Elsa Duhamel
  - L'Odyssée de Choum, režie Julien Bisaro
  - La Tête dans les orties, režie Paul Cabon

- 2022: Folie douce, folie dure, režie Marine Laclotte
  - Opuštěná místa, režie Geoffroy de Crécy
  - Svět sám o sobě, režie Sandrine Stoïanov a Jean-Charles Finck
  - Zlatíčko, režie Paul Mas

- 2023: La Vie sexuelle de mamie, režie Urska Djukic a Émilie Pigeard
  - Câline, režie Margot Reumont
  - Noir-Soleil, režie Marie Larrivé

- 2024: Été 96, režie Mathilde Bédouet
  - Drôles d'oiseaux, režie Charlie Belin
  - La Forêt de mademoiselle Tang, režie Denis Do

- 2025: Fuj!, režie Loïc Espuche
  - GiGi, režie Cynthia Calvi
  - Motýlek, režie Florence Miailhe